# Marien Ngouabi

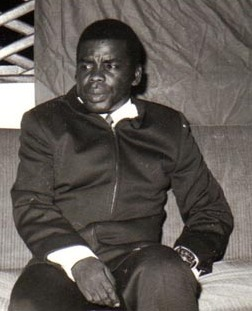
Marien Ngouabi in 1972

Marien Ngouabi (Ombele, 1938 - Brazzaville, 18 maart 1977) was van 1969 tot zijn dood president van Congo (Brazzaville).
Marien Ngouabi volgde een militaire opleiding in de tijd dat Congo nog een Franse kolonie was. Toen Congo in 1960 een onafhankelijke republiek werd, werd Ngouabi onderofficier in het Congolese leger.
In de jaren daarna maakte hij carrière binnen het nieuwe leger en bereikte de rang van majoor.
Ngouabi stond bekend om zijn linkse sympathieën. In 1968 bracht hij met medestanders president Alphonse Massamba-Débat ten val en een jaar later riep hij de Volksrepubliek Congo uit met de door hem opgerichte Parti Congolais du Travail (PCT, d.i. Congolese Arbeiderspartij) als enige toegestane partij. In 1969 werd Ngouabi tot president gekozen. Hij voerde een op het marxisme geïnspireerde politiek en leunde sterk op de Sovjet-Unie en China. Hij werd ervan beschuldigd zijn eigen volk, de Kouyou, en zijn geboortestreek (de regio rond Owando, het toenmalige Fort Rousset) te bevoordelen. Zo werd er in Owando in 1972  een modern hospitaal gebouwd door de Chinezen. Aan het begin van zijn regime overleefde hij verschillende pogingen tot staatsgreep.
Op 18 maart 1977 kwam hij tijdens een mislukte couppoging om het leven. Joachim Yhomby-Opango werd in zijn plaats president van de volksrepubliek.